# La Grandville
La Grandville je francouzská obec v departementu Ardensko v regionu Grand Est. V roce 2012 zde žilo 836 obyvatel.

## Poloha obce
Sousední obce jsou: Aiglemont, Gernelle, Gespunsart, Charleville-Mézières, Neufmanil a Saint-Laurent.

## Vývoj počtu obyvatel
Počet obyvatel